# Petit Piaye
Coccycua minuta
Espèce
Statut de conservation UICN

 LC  : Préoccupation mineure
Synonymes
- Piaya minuta

Le Petit Piaye (Coccycua minuta) est une espèce d'oiseaux de la famille des Cuculidae.

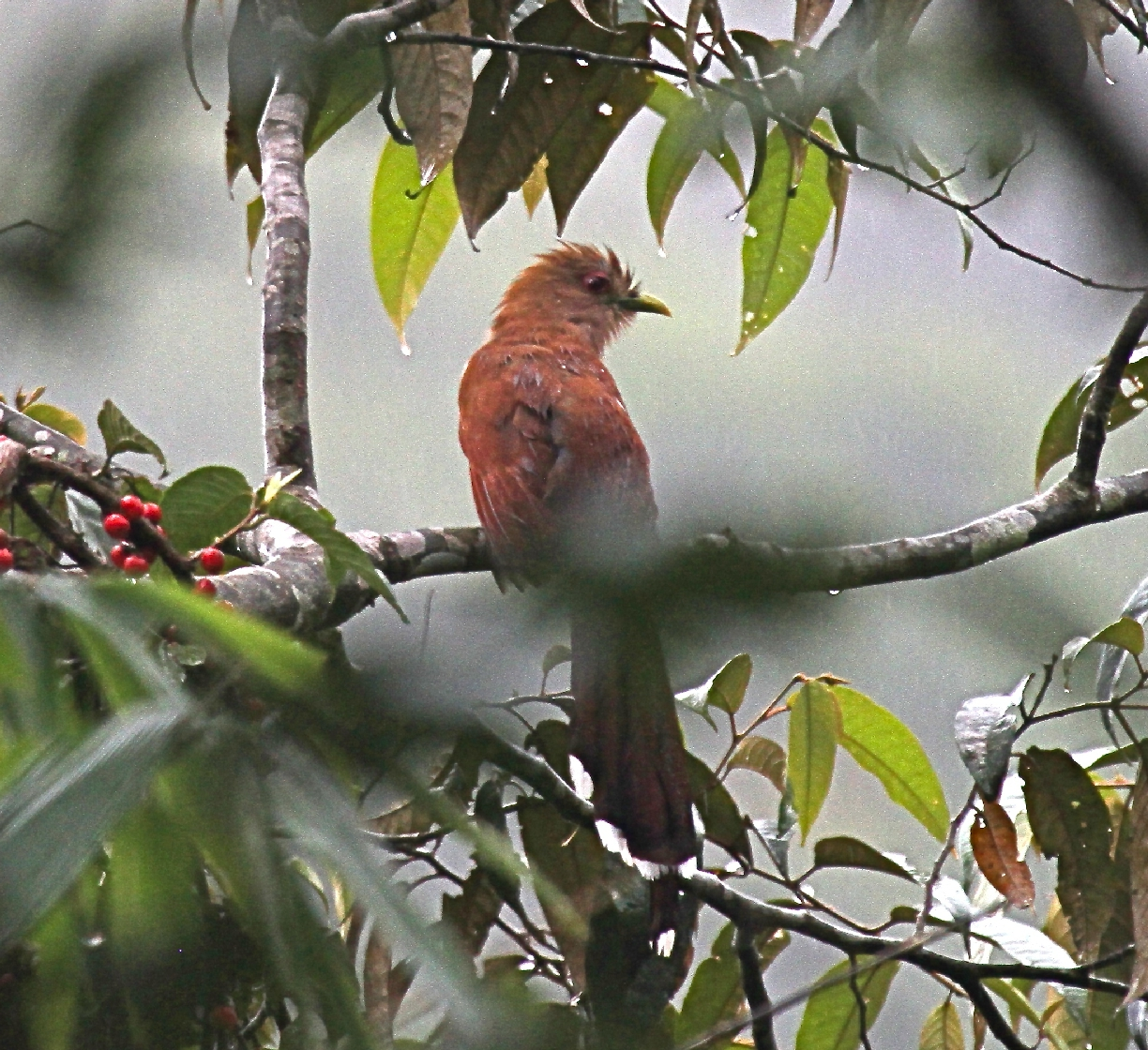

## Mensurations
Il mesure 25 cm pour environ 40 g.

## Alimentation
Il se nourrit d'insectes (chenilles, guêpes, mouches, araignées…).

## Habitat et répartition
Il vit dans des bordures de forêts sempervirents, forêt secondaire, mangrove….
Son aire s'étend sur l'Amazonie, le plateau des Guyanes, jusqu'au Panama.

## Liste des sous-espèces
D'après le Congrès ornithologique international, cette espèce est constituée des deux sous-espèces suivantes :
- Coccycua minuta gracilis (Heine, 1863)
- Coccycua minuta minuta (Vieillot, 1817)